# Santo Stefano di Camastra
Santo Stefano di Camastra est une commune italienne de la province de Messine, dans la région Sicile.

## Géographie
Santo Stefano di Camastra (en sicilien Santu Stèfanu di Camastra) est un comune (municipalité) de la province de Messine dans la région de Sicile, située à environ 100 km à l'est de Palerme et environ 135 km à l'ouest de Messine. Au 31 décembre 2004, elle avait une population de 5162 habitants et une superficie de 21,9 km2.
La commune est limitrophe des municipalités suivantes : Caronia, Mistretta, Reitano.

## Administration
| Période                                  | Période | Identité | Étiquette | Qualité |
| ---------------------------------------- | ------- | -------- | --------- | ------- |
|                                          |         |          |           |         |
| Les données manquantes sont à compléter. |         |          |           |         |

### Communes limitrophes
Caronia, Mistretta, Reitano